# Huracà Easy (1950)
Huracà Easy va ser la cinquena tempesta tropical, huracà i gran huracà de la temporada d'huracans de l'Atlàntic del 1950. L'huracà es va desenvolupar el primer de setembre al Mar del Carib occidental i va seguir una trajectòria en direcció nord-est. Després de travessar Cuba, l'huracà es va enfortir ràpidament al Golf de Mèxic oriental on va assolir vents màxims de 205 km/h. Easy va fer un primer bucle ciclònic, va avançar en direcció nord-est fins que va colpejar prop de Cedar Key (Florida), va executar un segon bucle iva colpejar l'oest de Florida de nou. Després de debilitar-se ràpidament sobre Florida, l'huracà va girar cap al nord i finalment, es va dissipar el 9 de setembre sobre el nord-est d'Arkansas. Des que l'huracà va ingressar en el Golf de Mèxic fins que es va debilitar en tempesta tropical, va ser observada estretament amb l'ajut de radars i avions de reconeixement.